# Скално-култов комплекс с.Бенковски
„Скално – култовият комплекс край с. Бенковски“ – известен и като „Каменния град“ – включващ и „Скалният феномен – Гъбите“ е голям праисторически светилищен комплекс с издълбани в скалите ниши и улеи, което се намира на 12 km от гр.Златоград по пътя за гр.Кърджали. Култовият комплекс е изграден върху естествени вулканични скали, където се наблюдават и зооморфни фигури сред множеството скални вкопавания, изсичания и пещери. Предполага се, че мястото е преизползвано активно за свещенодействия и от населяващите региона тракийски племена през Желязната епоха.

## Описание и особености
Скално-култовият комплекс се простира на няколко квадратни километра между селата Бенковски, Дедец и Добромирци, като отделни обекти като „Лъвът“, „Крокодила“, „Гъбата“, скалните масиви край махала Мъженци, т.нар „Голям камък“ и няколко пещери, които са служели за гробници и ритуални помещения принадлежат към древното сакрално пространство.
По протежение на повечето скални масиви на територията на скално-култовия комплекс се наблюдават множество вкопавания с бъбрековидна форма, в различна големина, вдълбани в скалата на дълбочина от 5 до 10 m.
Централната част на Източните Родопи, включваща водосбора на р.Арда по средното ѝ течение, се характеризира със силно денудираната си скална основа, слаба почва и растителна покривка и обширни оголени склонове. Тази територия е зоната на разпространение на изсечените в скалите паметници, които са основните погребални съоръжения на траките през ранната Желязна епоха. Нейните граници не са географски обособени, а се очертават от регистрираните скални мегалитни паметници - скалните гробници и гробове и групите от скални ниши. Най-общо територията на тази зона достига на север до билото на рида Гората, обхваща на северозапад ридовете Драгойна и Мечковец, на запад включва рида Каракулас, както и районите на градовете Ардино и Джебел. Южната граница преминава по линията: с. Бенковски - с.Подкова - гр.Крумовград - с.Белополци - с.Сеноклас - с.Вълче поле.

## Скалните гробници
На територията на скално-култовия комплекс са разположени няколко пещери, за които се предполага, че в древността са се използвали за гробници, които впоследствие са били ограбени.
- Пещера „Дупченият камък“

Археологическият обект се намира вдясно от пътя за с.Мъглене е разположена една от пещерите от скално-култовия комплекс. Местните хора я наричат „Дупчения камък“. (Пещерата е на около 300 метра след последните къщи на махала Горни Веслец. Местните хора, вярват, че мястото има лековитата сила и често търсят там лек за болки, които „идват и си отиват“ (ревматизъм, шарка, неврози и др.). След като се промушат три пъти през отвора на покрива (отдолу-нагоре), те оставят част от дреха на близкото дърво с надежда болестта да остане там.)
В лицето на скалния масив е издълбана засводена ниша, която служи за вход към основното помещение на пещерата. Тя е дълбока 0,50 m, висока 1,40 m и широка 1,55 m. Входът е с височина 0,85 m и приблизително толкова широк. Гробната камера има неправилна трапецовидна форма със силно закръглени стени без изразени ъгли, които се спускат под наклон. Вместо покрив, гробницата има елипсовиден отвор с диаметър 1,05 m. Предполага се, че този отвор е бил затворен с похлупак, тъй като в двата му края по дългата ос се наблюдава по един издълбан в скалата жлеб. Този отвор е фланкиран от две кръгли дупки с диаметър 0,18 m и дълбочина около 0,20 m, издълбани от двете му страни. Зад едната от тези дупки се наблюдава една по-голяма неправилна дупка с диаметър 0,85 m, от която е издълбан улей широк 0,25 m.
- Пещера 1 при с. Ягнево

Входът на гробницата е издълбан в самия склон на скалния масив, без да образува преддверие към гробна камера. Над свода на отвора е издълбан жлеб, който образува нещо като рамка с формата на буквата „П“. Входът е широк 1,90 m, висок 1,45 m и нисък долен и горен прагове отделят входа от четвъртитата камера. При долния праг се наблюдават три жлеба издълбани около оста на входния отвор. Гробната камера е с квадратна формата и закръглени ъгли. Дължината ѝ е 2,10 m и ширина 2,40 m. Сводът ѝ е висок 1,65 m.
- Пещера 2 при с. Ягнево

Този археологически обект е частично разрушен – скалата образувала фронталната и покривната страна на пещерата е паднала и е била натрошена и вероятно вторично ползвана за градеж в миналото. От гробната камера е запазен подът и задната стена. Прагът на пода при входа е висок 0,35 m, а гробната камера е квадратна със закръглени ъгли. Предполага се, че при тази пещера е имало елипсовиден или кръгъл отвор на покрива, който е бил затворен с похлупак.
- Пещера 3 при с. Мъженци

Археологическият обект е сравнително добре запазен. От дясната страна на входа се наблюдава жлеб във формата на буквата „П“. Отворът служещ за вход е широк 1,65 m и висок 1,45 m. Т.нар „гробна камера“ е квадратна с дължина 2,20 m и ширина 2,34 m, а височината при апогея на купола е 1,72 m.

## Спорни открития
В края на 2013 г. доц. Николай Овчаров обявява, че е открил „пещера - утроба“ на територията на скално-култовия комплекс край с. Бенковски. В начало на 2014 г. НАИМ при БАН предоставят доказателства, от които потвърждават, че пещерата е регистрирана още през 1993 г.
От БАН категорично заявяват, че светилището при с. Бенковски е споменато в публикация на българския археолог Георги Кулов през 1980-те години. През 1993 г. обектът е регистриран от археолозите Георги Кулов и Георги Нехризов по програма „Археологическа карта на България". Научен ръководител на програмата е полският археолог проф.Мечислав Домарадски. Основната база данни създадена по програмата се съхранява в Министерството на културата, а копия се пазят в регионалните музеи. Всеки археологически паметник в района на с. Раковски е надлежно документиран, подробно схематизиран и точната му локация е нанесана на карта с мащаб 1:5000.